# Корнелл, Эзра
Э́зра Корне́лл (англ. Ezra Cornell; 11 января 1807 — 9 декабря 1874) — американский бизнесмен, изобретатель, филантроп. Основатель компании Western Union. Наряду с Эндрю Уайтом является сооснователем Корнеллского университета. В 1862-1863 был членом Ассамблеи штата Нью-Йорк, в 1864—1867 представлял 24-й округ в Сенате штата Нью-Йорк.

## Рождение и детство
Эзра родился в округе Уэстчестер (штат Нью-Йорк) в семье гончара. В юности работал плотником и механиком.